# Хантайське озеро
Хантайське озеро або Велике Хантайське озеро, або Озеро Кутармо —  велике озеро  на півдні півострова Таймир в Красноярському краї Росії. У південно-західній частині на півострові розташовано однойменне селище.
Глибина Хантайського озера сягає 420 м, поступаючись за цим параметром в Росії тільки Байкалу і Каспійському морю.

## Основні відомості
Довжина озера близько 80 км, ширина — 25 км, площа — 822 км². Розташоване на південно-західній околиці плато Путорана, у вузькій тектонічно-льодовиковій улоговині. Хантайське (висота НРМ = 65,8 м) пов'язане широкою та короткою протокою з озером Мале Хантайське, рівень якого 65,2 м ( НРМ ). Мале Хантайське є витоком річки Хантайка, правої притоки Єнісею. 
Льодостав з середини жовтня до середини червня. Береги вкриті тайгою, на височинах навколишніх гір — тундри з моху та лишайнику.  Озеро багато рибою — окунь, щука, лосось.
Район озера розташований вище північного полярного кола, в кліматичній зоні тундри і лісотундри, поширена вічна мерзлота. Озеро та його околиці досліджувалися експедиціями А. А. Сотникова в 1915 і Н. Н. Урванцева в 1919.